# Chromacilla micans
Chromacilla micans là một loài bọ cánh cứng trong họ Cerambycidae.